# Trifolium willdenovii
Trifolium willdenovii là một loài thực vật thuộc họ Fabaceae. Loài này mọc ở nửa phía tây của Bắc Mỹ. Nó được tìm thấy ở California Coast Ranges ở các địa phương như Ring Mountain, California, nơi nó được phát hiện liên hệ với Cup clover.

## Hình ảnh

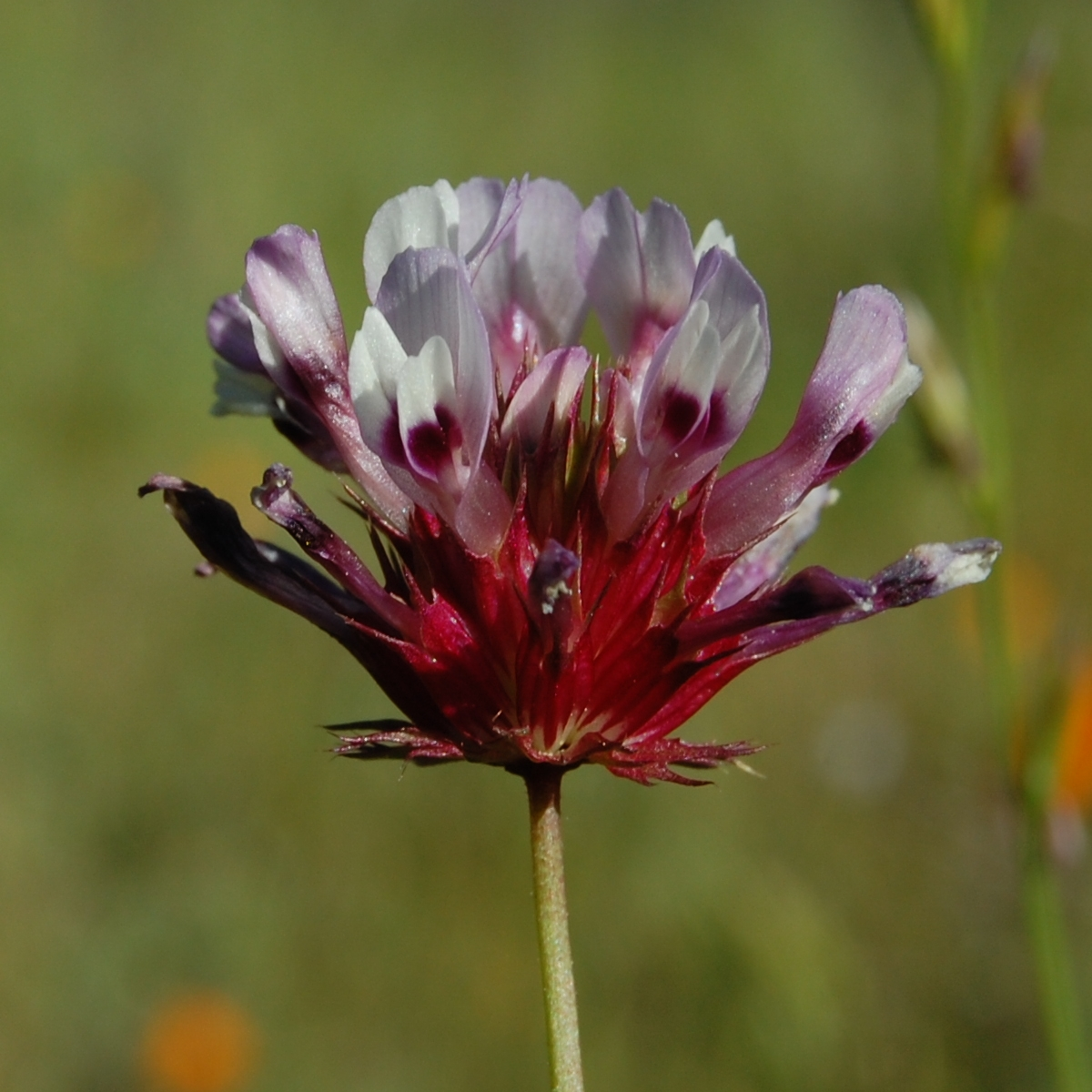